# Daniel Roesner

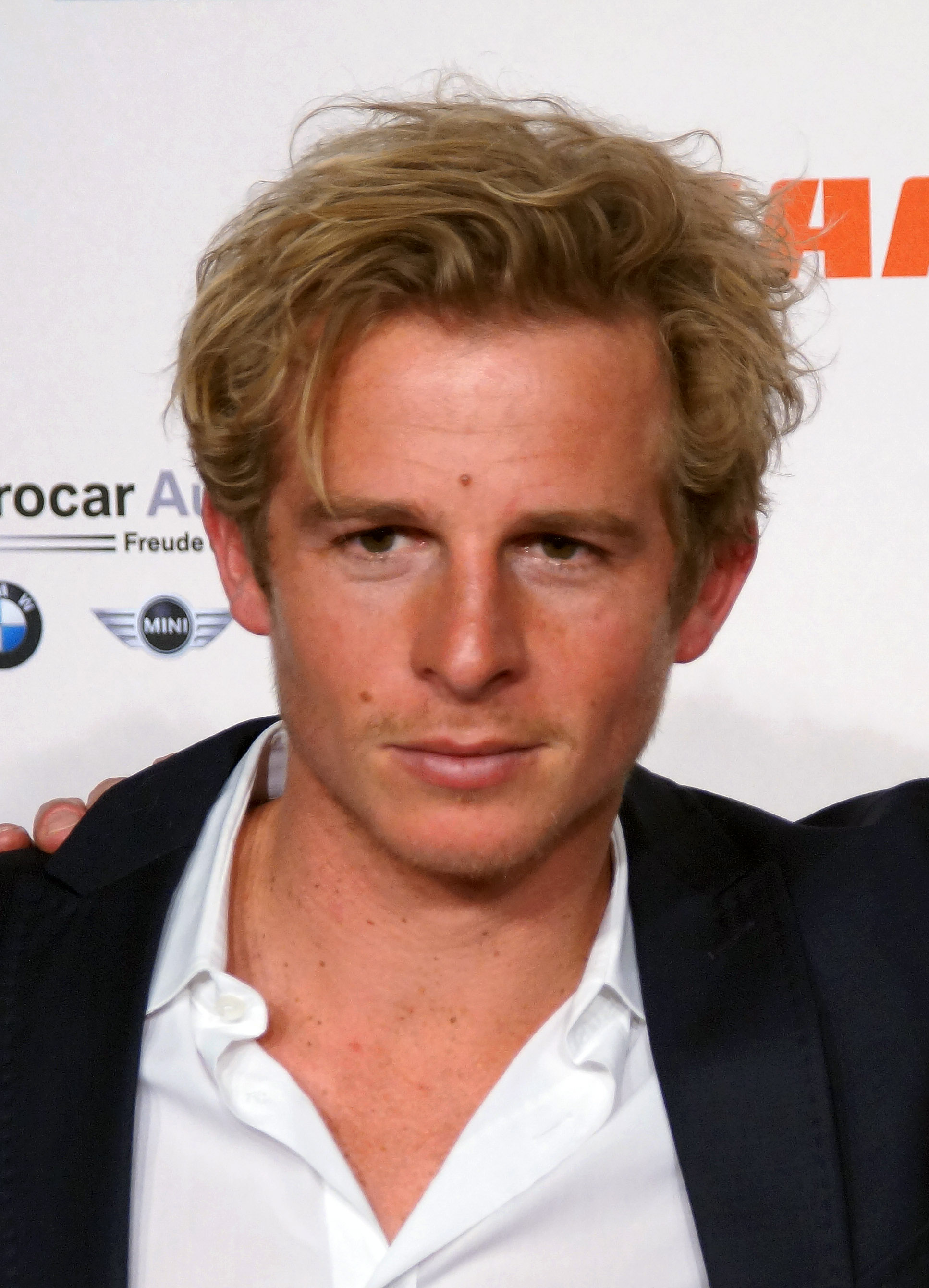
Roesner bei der Premiere der 300. Folge von Alarm für Cobra 11, April 2016

Daniel Roesner (* 20. Januar 1984 in Wiesbaden) ist ein deutscher Schauspieler.

## Leben
Roesner wuchs in Lötzbeuren auf. Nach einer Schauspielausbildung von 2003 bis 2004 in den USA, wo Daniel Roesner die „New York Film Academy“ (NYFA) in Los Angeles besuchte, folgte eine weitere Ausbildung in Hollywood am Theatre of Arts. Von 2004 bis 2006 spielte er auch Theater am Court Theatre sowie am Olescar Theatre in Los Angeles.
Sein Leinwanddebüt gab Roesner 2004 in den Kurzfilmen Die trojanische Kuh und Lieutenant Miller, ehe er 2005 mit dem Spielfilm Die Wolke erstmals einem größeren Publikum bekannt wurde. 2006 bis 2007 war er als Luis Rothenburg in der Sat.1-Telenovela Verliebt in Berlin zu sehen.
Seitdem hat Roesner zahlreiche Rollen in Fernsehfilmen und -serien gespielt, so beispielsweise 2008 den entzauberten Jacob im Märchenfilm Zwerg Nase, 2009 an der Seite von Ulrike Folkerts in dem Sat.1-Fernsehfilm Liebe in anderen Umständen, 2010 eine der Hauptrollen in dem Pilotfilm zur geplanten RTL-Serie Turbo & Tacho, 2012 in Wilsberg: Aus Mangel an Beweisen sowie einer weiteren Folge Wilsberg: Die Bielefeld-Verschwörung. 2011 spielte er neben Jennifer Ulrich und Julia Dietze in dem Horrorfilm Zimmer 205.
Von 2016 bis 2019 war Roesner als Hauptkommissar Paul Renner in der Serie Alarm für Cobra 11 – Die Autobahnpolizei zu sehen.
Im März 2019 gab er seinen Ausstieg bei Alarm für Cobra 11 bekannt.

## Filmografie (Auswahl)
- 2006:  Die Wolke
- 2006–2007: Verliebt in Berlin (Fernsehserie)
- 2008: Zwerg Nase
- 2008: Mord in bester Gesellschaft: Die Nächte des Herrn Senator (Krimireihe, Folge 3)
- 2008: Kommissar Stolberg – Die besten Jahre (Fernsehserie)
- 2008: Ein Engel für alle
- 2009: Ein Fall für zwei (Folge 271: Kleiner Satellit)
- 2009: Liebe in anderen Umständen
- 2010: Ein ruhiges Leben – Die Mafia vergisst nicht
- 2010: Die Wanderhure (Fernsehfilm)
- 2010: Die Rache der Wanderhure (Fernsehfilm)
- 2010: Wilde Wellen – Nichts bleibt verborgen (Fernseh-Vierteiler)
- 2010: Tatort – Der Polizistinnenmörder
- 2011: Der Bergdoktor (Fernsehserie, Folge Wunschvorstellung)
- 2011: Zimmer 205
- 2011: Der letzte Bulle (Fernsehserie, Folge Das fünfte Gebot)
- 2011: Unter Umständen verliebt
- 2012: SOKO Stuttgart (Fernsehserie, Folge Ein Dorf sieht rot)
- 2012: Wilsberg – Aus Mangel an Beweisen
- 2012: Wilsberg – Die Bielefeld-Verschwörung
- 2012: SOKO Donau (Fernsehserie, Folge Treibjagd)
- 2012: Rosamunde Pilcher – In der Mitte eines Lebens
- 2013–2015: Kripo Holstein – Mord und Meer (Fernsehserie, 23 Folgen)
- 2013: Turbo & Tacho (Pilotfolge)
- 2014: Der Alte (Fernsehserie) – Folge 384: Heißes Blut: Vitus Steinlechner
- 2014: Hin und weg
- 2014: Tatort – Todesspiel
- 2015: Heldt (Fernsehserie, Folge Traumpaar)
- 2015: Süßer September
- 2015:  Meine allerschlimmste Freundin
- 2015: SOKO Kitzbühel (Fernsehserie, Folge Ball des Anstoßes)
- 2016–2019: Alarm für Cobra 11 (Fernsehserie, 73 Folgen)
- 2020: Schwester, Schwester – Hier liegen Sie richtig! (Fernsehserie, Folge Schwestern ohne Grenzen)[4]
- 2021: Retter der Meere: Tödliche Strandung
- 2023: Leon – Kämpf um deine Liebe